# Myoprocta pratti
Акуши, Зелёный акуша и́ли  Пунчана (Myoprocta pratti (лат.)) — вид грызунов рода пунчаны семейства агутиевые. Видовое латинское название дано в честь Антверпа Эдгара Пратта (1852—1924), английского исследователя и натуралиста, члена-корреспондента Королевского географического общества, автора книг «To the Snows of Tibet through China» (1892) и «Two Years among New Guinea Cannibals» (1906).
Вид  распространён в Бразилии, Колумбии, Эквадоре, Перу, Венесуэле. Обитает в низменных вечнозелёных тропических лесах. Может обитать в изменённых районах, близких к естественным лесам. По всей территории обитания является объектом охоты. Некоторые коренные народы Бразилии вероятно держат как домашнее животное.
Разница в окраске между видами Myoprocta pratti и Myoprocta acouchy очень невелика. Мех Myoprocta acouchy более красноватый, а мех Myoprocta pratti имеет зеленоватые оттенки.
Это маленький грызун весом от 800 до 1300 грамм и общей длиной тела от 34 до 44 сантиметров. Голова коричневого цвета с оттенками зелёного, окраска тела похожа на окраску головы и становится более золотистой на боках, на брюшной стороне, груди и шее почти белая, щёки коричнево-желтые, в районе усов беловатые. В общем, мех тонкий и блестящий, уши и ноги голые. Кончик хвоста белый, ноги тонкие.
Живут в гнёздах, которые строят в стволах деревьев, выстилая их сухими листьями. Основной рацион включает листья, почки, молодые побеги и плоды деревьев рода Bactris, Inga и Pourouma, Mauritia flexuosa. Также обычно делают запас семян таких культур, как маниок (Manihot esculenta), кукуруза (Zea mays), растений рода банан (Musa) и рода гуава (Psidium). Как правило, принимают пищу передними лапами, держась на задних. Естественными хищниками являются ягуар, оцелот, змеи, дикие собаки. Ведут дневной образ жизни, наиболее активны утром с 6 до 9 часов и вечером с 16 до 18 часов. Очень гибкие и быстро реагируют на любое движение или звук.
Самцы доминируют и становятся агрессивными по отношению к другим молодым самцам, особенно в брачный период. Беременность длится 99—100 дней. В помёте от 2 до 4 детёнышей. Период лактации длится 5 месяцев. Через 6—10 месяцев молодые животные оставляют мать. В возрасте 1 года становятся половозрелыми. Продолжительность жизни может составлять до 10 лет.